# (17982) Simcmillan
(17982) Simcmillan (1999 JK57) – planetoida z pasa głównego asteroid okrążająca Słońce w ciągu 3,52 lat w średniej odległości 2,31 j.a. Odkryta 10 maja 1999 roku.